# Vázsonyi János (ügyvéd)
Vázsonyi János (Budapest, 1900. május 19. – Hannover, 1945. augusztus 28.) magyar ügyvéd, újságíró, liberális polgári politikus. Apja Vázsonyi Vilmos, nagybátyja Vázsonyi Jenő, unokatestvérei Vázsonyi Endre író, Bársony Dóra opera-énekesnő és Bársony Lajos operaénekes voltak. 

## Élete
Vázsonyi Vilmos (1868–1926) és Szalkay Margit (1877–1949) fia. Már diákkorában bekapcsolódott az ifjúsági politikai mozgalmakba. 1917-ben tagja a választójogi blokknak mint az egyetemi ifjúság képviselője. 1918-ban az őszirózsás forradalom idején apjával együtt Münchenbe, majd Svájcba emigrált. 1920-ban Bécsbe költözött, a Keleti Kereskedelmi Akadémián tanult, emellett több svájci, müncheni lap tudósítója volt. 1920-ban Bécsben az Új könyv és a Nagymagyarország című lapok segédszerkesztőjeként működött. 1921-ben hazatért Budapestre, bekapcsolódott a Nemzeti Demokrata Párt tevékenységébe és Az Est lapok munkatársa lett. 1925-ben a budapesti Pázmány Péter Tudományegyetemen jogi doktorátust szerzett és apja ügyvédi irodájában dolgozott. Az 1920-as évek közepén történt frankhamisítási botrányban az egyik vádlott ügyvédje volt, mellyel nagy ismertségre tett szert. 1930-ban megszervezte az Ifjú Demokraták Országos Szövetségét, majd apja után a Nemzeti Demokrata Párt és a Központi Demokrata Kör elnöke lett. 1931 és 1935 között a fővárosi törvényhatósági bizottságának tagja volt Terézváros képviseletében. 1931-ben Nemzeti Demokrata Vázsonyi Párt néven önálló listával indult a választásokon, s pártja két mandátumot szerzett. A második világháború idején a náciellenes ellenállási törekvések egyik vezetőjévé vált. 1944. március 19-én, a német megszállás napján a Gestapo letartóztatta és a dachaui koncentrációs táborba deportálta. Felszabadulását követően Németországban lábadozott, s végül egy hannoveri kórházban elhunyt. 
Felesége Milkó Anna (1910–1977) volt, Milkó Mátyás (1879–1938) földbirtokos, és Reich Erzsébet lánya, akivel 1933. június 1-jén Baján polgári házasságot, majd pünkösdhétfőn a Dohány utcai zsinagógában egyházi házasságot kötött.
Fia Vázsonyi Vilmos Tamás (1935–2008) volt.

## Emlékezete
A Budapest VI. kerület Liszt Ferenc tér 2. szám alatti egykori lakóhelyének falán emléktáblát helyeztek el.